# Mario Ancona
Mario Ancona (Liorna, 28 de febrer, de 1860 – Florència, 23 de febrer de 1931) fou un baríton italià.
Debutà en l'escena el 1889. El 21 de maig de 1892 fou el primer Silvio de I Pagliacci, en el Teatro Dal Verme de Milà, sota la direcció de Toscanini, òpera que interpretà també en el seu debut en el Covent Garden, 1893 i en Metropolitan Opera, en ambdós casos en el rol de Tonio. El 3 de desembre de 1906 fou Riccardo a I puritani, en la inauguració de la Manhattan Opera House.
La seva carrera internacional el portà a exhibir-se entre d'altres teatres, a Lisboa, Teatro Nacional de São Carlos, entre 1897 i 1912, Buenos Aires, Teatro Real (Madrid), Ciutat de Mèxic, Nova York o París. A més de l'italià, cantà en francès i alemany.
Es retirà el 1916. Morí a Florència, a causa d'un tumor, després, d'una llarga malaltia.
Amb Enrico Caruso enregistrà en disc el duet Au fond du temple saint de Els pescadors de perles.